# João José Pedrosa
João José Pedrosa (Curitiba, 3 de fevereiro de 1844 — Belém, 15 de maio de 1882) foi um político brasileiro.
Foi presidente das províncias do Mato Grosso, de 6 de julho de 1878 a 5 de dezembro de 1879, do Paraná, de 4 de agosto de 1880 a 3 de maio de 1881, e do Pará, de 27 de março de 1882 a 15 de maio de 1882.

## Biografia
João José Pedrosa era filho do Joaquim José Pedrosa e Maria Citelina Costa Pinto Pedrosa, comerciante em Curitiba. Irmão do advogado e político Joaquim José Pedrosa, entre outros irmãos.
Aos 12 anos foi para o Rio de Janeiro fazer o preparatório e já em 1861, com 17 anos, iniciou a Faculdade de Direito em São Paulo. Formou-se Bacharel no dia 27/11/1865, na turma de Generoso Marques dos Santos, Joaquim Ignácio Silveira da Motta Junior, Ubaldino do Amaral, Tristão Cardoso de Menezes, José dos Santos Pacheco Lima e José de Souza Ribas, entre outros.
Abriu escritório de advocacia em Curitiba e atuava em cargos públicos, como Procurador fiscal e inspetor do Tesouro público do Paraná, entre 1866/67; foi redator do periódico Imprensa Livre, Curytiba, 1867, junto com Sergio Francisco de Sousa Castro. Era líder do Partido Liberal. Foi Deputado provincial do Paraná, entre 1868/69; vereador e presidente da Câmara de Curitiba, entre 1873/76; Presidente da Província do Mato Grosso, em 1878/79; Comandante Superior da Guarda Nacional de Curitiba e São José dos Pinhais; nomeado Presidente da Província do Paraná em 04/08/1880, sendo o primeiro paranaense a assumir esse cargo e época em que recebeu D. Pedro II no Paraná; condecorado com a Comenda da Ordem da Rosa, em 31/08/1880; Presidente da Província do Pará, nomeado em 29/01/1882, assumindo o cargo em 27/03/1882 e faleceu em 15/05/1882, com menos de dois meses de trabalho. De acordo com o Diário de Notícias do Pará, faleceu devido a uma "febre renitente de caracter thyphico". Tinha 38 anos quando faleceu. Era solteiro. Foi sepultado em Belém.
Dr. Pedosa foi um político promissor do Partido Liberal. De acordo o historiador David Carneiro, Dr. Pedrosa foi convidado a assumir a pasta da justiça na composição do gabinete Paranaguá, tendo que adiar sua viagem por sentir-se doente, em Belém. Enquanto administrador público, fez muito por onde passou, como presidente da Câmara de Curitiba, e como presidente das províncias do Mato Grosso e Paraná, e em Belém, a doença não permitiu. Destacou-se por seus discursos em favor da instrução pública, na qual defendia com ardor: "Um povo analfabeto, dizia ele, renega os altos destinos da Humanidade, mostrando-se inconciliável com a civilização".
Em sua homenagem, existe no centro de Curitiba, uma rua denominada Dr. Pedrosa.